# Glypholomatinae
Glypholomatinae zijn een onderfamilie uit de familie van de kortschildkevers (Staphylinidae). 